# مارتيكا
مارتا ماريرو (بالإسبانية: Marta Marrero)‏ وتعرف باسم مارتيكا (بالإسبانية: Martika)‏ هي مغنية وكاتبة أغاني وممثلة أمريكية ولدت في يوم 18 مايو 1969 في مدينة ويتير في كاليفورنيا في الولايات المتحدة لعائلة كوبية الأصل، حققت أغانيها شهرة كبيرة في عقد الثمانينات والتسعينات، وأشهر أغانيها هي أغنية توي سولدرس وألتي إحتلت المركز الأول في الولايات المتحدة لإسبوعين في سنة 1989.

## روابط خارجية
- مارتيكا على موقع IMDb (الإنجليزية)
- مارتيكا على موقع ميوزك برينز (الإنجليزية)
- مارتيكا على موقع أول ميوزيك (الإنجليزية)
- مارتيكا على موقع ديسكوغز (الإنجليزية)
- مارتيكا على موقع قاعدة بيانات الفيلم (الإنجليزية)